# 부적절한 입력 검증
부적절한 입력 검증 (Improper input validation)은 컴퓨터 소프트웨어에서 취약점 공격을 하는데 사용될 수 있는 보안 취약점의 한 종류이다.
예를 들면 다음과 같다:
- 버퍼 오버플로
- 사이트 간 스크립팅
- 디렉토리 순회 공격
- 널 바이트 삽입
- SQL 삽입
- 포맷 스트링 버그